# Escola d'adults
Una escola d'adults és una escola que a Catalunya depèn del Departament d'Educació de la Generalitat i que ofereix gratuïtament a ciutadans adults des de cursos d'alfabetització o d'aprenentatge de la llengua fins a estudis d'accés a la universitat per a majors de vint-i-cinc anys. Es solen anomenar amb les sigles CFA (centre de formació d'adults), de vegades també CFPA (centre de formació de persones adultes). Hi ha 157 escoles d'adults a Catalunya.

## Oferta educativa
L'oferta educativa de formació a adults en les escoles d'adults inclou:
- Cursos d'alfabetització
- Ensenyaments de llengües
- Informàtica (COMPETIC)
- Formació bàsica
- Educació secundària per a les persones adultes
- Curs específic per a l'accés als cicles formatius de grau mitjà
- Preparació per a les proves d'accés a la universitat
- Activitats culturals

## Proves lliures
- Proves lliures per obtenir el certificat de formació instrumental
- Proves lliures per obtenir el títol de graduat o graduada en educació secundària (GES)

## Educació d'adults
L'educació d'adults comprèn les activitats d'aprenentatge que, en el marc d'aprendre al llarg de tota la vida, permet que les persones adultes desenvolupin les capacitats, enriqueixen els coneixements i millorin les competències tècniques i professionals. Això fa que hi participin persones amb objectius diferents, com poden ser obtenir una titulació, posar-se al dia o ampliar els coneixements.

## Qui pot accedir-hi
Amb caràcter general poden accedir a l'educació d'adults les persones que hagin complet 18 anys o bé que els compleixin durant l'any natural en què s'inicia la formació.
També hi poden accedir les persones que compleixin com a mínim 16 anys l'any natural en que inicien la formació en rels supòsits següents:
- si tenen contracte laboral que els impedeixi assistir als centres educatius en règim ordinari;
- si es troben en procés d'obtenció d'un permís de treball;
- si són esportistes d'alt rendiment;
- si estan cursant o han cursat els mòduls obligatoris dels programes de qualificació professional inicial;
- si volen cursar la formació per a les proves d'accés als cicles formatius de grau mitjà

Al curs de formació específica per a l'accés als cicles formatius de grau mitjà poden accedir les persones que tinguin més de 17 anys o bé que els compleixen durant l'any natural en què inicien el curs.

## Inscripció
El procés de preinscripció en els centres de formació d'adults (CFA) de titularitat pública es fa durant el mes de juny. Un cop s'ha fet la preinscripció i s'ha adjudicat la sol·licitud, cal formalitzar la matrícula en el centre que s'hagi assignat. Incorporació al llarg del curs: els centres obren la matrícula periòdicament per als ensenyaments trimestrals i semestrals.

### Per fer la inscripció cal portar la documentació següent
- El document que cal per matricular-se en aquests ensenyaments és el DNI, del qual cal presentar original i fotocòpia.
- Si es tracta de persones estrangeres, cal presentar original i fotocòpia del passaport, del document del país d'origen que substitueix el DNI o de la targeta de residència i del certificat d'inscripció en el padró municipal.
- Les persones majors de 16 anys i menors de 18 anys han de presentar una sol·licitud d'autorització d'inscripció i la seva fotocòpia del document d'identificació, l'autorització i la fotocòpia del document identificatiu del pare o de la mare o del tutor legal del menor i la documentació que acrediti la causa al·legada per a la inscripció.
- Per a la inscripció als ensenyaments de l'educació secundària, a efectes de possibles convalidacions, cal presentar la documentació justificativa (original i fotocòpia) dels estudis cursats.

## Avaluació inicial
L'avaluació inicial consisteix en una entrevista per conèixer els antecedents acadèmics de l'alumne, les competències, els objectius i les disponibilitats i, si escau, en el cas dels alumnes dels ensenyaments de l'educació secundària, en una prova que en permet acreditar els coneixements previs.

## Oferta educativa
L'oferta educativa dels centres de formació d'adults té com a finalitat respondre a les necessitats i demandes formatives de l'entorn.
L'oferta educativa dels centres és la següent: ensenyament de llengües, informàtica, formació instrumental, educació secundària per a les persones adultes, curs específic per a l'accés als cicles formatius de grau mitjà, preparació per les proves d'accés.

## Ensenyament de llengües
Els ensenyaments de llengües tenen com a objectiu que les persones destinatàries puguin adquirir el grau de competència mínima en les àrees indicades per desenvolupar-se en la societat actual. Els ensenyaments de llengües són els següents : a) Llengua catalana (i aranès a la Val d'Aran) b) Llengua castellana c) Llengua estrangera: anglès i francès.

## Informàtica
Aquests ensenyaments tenen com a objectiu facilitar l'adquisició de la competència digital, entesa com la combinació de coneixements, habilitats i actituds en l'àmbit de les tecnologies de la formació i la comunicació (TIC) per desenvolupar en la societat actual.

## Formació instrumental
Aquesta formació inclou l'aprenentatge de la lectura, l'escriptura i el càlcul numèric elemental.

## Educació secundària per a les persones adultes
L'alumnat que no assoleix els objectius obté el títol de graduat o graduada en educació secundària obligatòria. Aquest títol s'obté : a) assistint als centres de formació d'adults i assolint-ne els objectius; b) als centres de formació d'adults que són punts de suport de l'Institut Obert de Catalunya (IOC).

## Curs específic per a l'accés als cicles formatius de grau mitjà
Aquests estudis permeten a les persones que el superen l'accés directe als cicles de grau mitjà de formació professional inicial; en el cas dels ensenyaments professionals d'arts plàstiques i disseny permet l'exempció de la part comuna de la prova d'accés i en el cas dels ensenyaments esportius, l'exempció de la prova d'accés de caràcter general.

## Preparació per a les proves d'accés
Aquests ensenyaments tenen com a finalitat preparar per a la prova d'accés a un cicle formatiu de formació professional, d'arts plàstiques i disseny o d'ensenyaments esportius o a la universitat a aquelles persones que no tenen els requisits acadèmics per accedir-hi:
- preparació per a la prova d‘accés a cicles formatius de grau mitjà;
- preparació per a la prova d'accés a cicles formatius de grau superior;
- preparació per a la prova d'accés a la universitat per a més grans de 25 anys.

Les proves lliures permeten obtenir el certificat de formació instrumental (CFI), i el títol de graduat o graduada en educació secundària (GES). El Departament d'Ensenyament convoca les proves lliures dues vegades a l'any. Aquestes convocatòries es fan públiques i se'n pot demanar informació al telèfon d'atenció ciutadana 012, als serveis territorials del Departament d'Ensenyament i al Consorci d'Educació de Barcelona. Es poden consultar els models de les proves i la informació que s'hi refereix a l'apartat de proves del web del Departament d'Ensenyament.

### Proves lliures per obtenir el certificat de formació instrumental
Les proves dels certificat de formació instrumental són de caràcters global i contenen les diverses àrees del currículum de la formació instrumental que estableix la normativa vigent.

### Proves lliures per obtenir el títol de graduat o graduada en educació secundària (GES)
Les proves per obtenir el títol de graduat o graduada en educació secundària obligatòria s'estructuren en tres àmbits, que contenen les diverses àrees del currículum que estableix la normativa vigent: àmbit de la comunicació; àmbit cientifico-tecnològic i àmbit social.